# Pseudocercospora juglandis
Pseudocercospora juglandis är en svampart som först beskrevs av Kellerm. & Swingle, och fick sitt nu gällande namn av U. Braun & Crous 2003. Pseudocercospora juglandis ingår i släktet Pseudocercospora och familjen Mycosphaerellaceae.   Inga underarter finns listade i Catalogue of Life.